# Carlos Guastavino
Pour les articles homonymes, voir Guastavino.
Carlos Guastavino, est un compositeur argentin né le 5 avril 1912 à Santa Fe et mort le 28 octobre 2000 à Buenos Aires.

## Biographie
Né à Santa Fe, Carlos Guastavino est l’un des compositeurs les plus importants d’Argentine. Il est considéré comme l’un des plus grands de ceux qui ont écrit pour la voix dans son pays. Sa production dépasse les 200 pièces, la plupart d’entre elles destinées au piano et à la voix humaine. Pianiste accompli, doué pour la mélodie, Guastavino a toujours écrit pour le piano, dont il maîtrise l’aspect virtuose et brillant, mais aussi les capacités intimistes et poétiques. Son style, tonal et d’un romantisme luxuriant, se fonde entièrement sur la musique populaire argentine. Ses pièces impressionnent immanquablement le public ; elles sont devenues un passage obligé de la musique hispanique pour voix. 
Guastavino est peut-être le représentant le plus important du romantisme national argentin. Fermement ancré dans la tradition romantique de la fin du XIXe siècle, son langage musical se tient à l’écart des avant-gardes de son pays. Une distance qui tient de l’évidence quand on compare son œuvre à celle de son quasi-contemporain, Alberto Ginastera (1916-1983). La prise de distance de Guastavino d’avec les avant-gardes argentines et sa manière de concevoir une musique attrayante fondée sur un langage romantique lui ont valu un statut de modèle pour les compositeurs populaires des années 1960, qui ont plus d’une fois repris à leur compte les innovations de Guastavino.
Guastavino a étudié la musique à Santa Fe, dans les classes d’Esperanza Lothringer et de Dominga Iaffei, avant de se perfectionner à Buenos Aires auprès d’Athos Palma. Pianiste de talent, il s’est produit à Londres en 1947, 1948 et 1949, invité par la BBC ; il est du reste également boursier du British Council. C’est à cette époque que l'Orchestre symphonique de la BBC crée la version orchestrale de ses « Tres Romances Argentinos », sous la direction de Walter Goehr. En 1956, Guastavino accomplit une tournée en Union soviétique et en Chine, durant laquelle il interprète ses propres œuvres.
Le style de Guastavino trahit une affinité indéniable avec les compositeurs argentins de la fin du XIXe siècle : Alberto Williams, Francisco Hargreaves, Eduardo García Mansilla, Julián Aguirre. En particulier, la proximité avec la manière délicate et intimiste de ce dernier est manifeste. Tout comme celui de Julián Aguirre, le traitement des pièces populaires par Guastavino ne paraît jamais contraint. C’est pourquoi l’esprit populaire des musiques et des rythmes d’origine semble avoir gardé toute sa fraîcheur, même lorsque l’harmonie, le rythme ou le contrepoint se font plus complexes.
Guastavino a composé énormément pour la voix humaine et pour le piano. Son catalogue compte plus de cent cinquante mélodies pour voix et piano, de nombreuses œuvres pour piano seul, des pièces chorales, des morceaux destinés aux écoles, et de la musique de chambre. Il a mis en musique des poèmes de Rafael Alberti, Leon Benaros, Hamlet Lima Quintana, Atahualpa Yupanqui, Pablo Neruda, Gabriela Mistral, et Jorge Luis Borges, sans compter des poèmes anonymes et des textes de son propre cru. Parmi ses œuvres pour orchestre, on trouve « Divertissement; fue una vez », commandée par le Colonel de Basil pour son ballet russe original, créée au Teatro Colón de Buenos Aires en 1942, et « Suite Argentine », jouée et dansée à Paris, Londres, Barcelone, et La Havane par le Ballet Espagnol d’Isabel Lopez. Par ailleurs, Guastavino laisse trois sonates pour guitare.
Guastavino a reçu de nombreuses distinctions tout au long de sa vie, parmi lesquelles le Prix Municipal de la ville de Buenos Aires, récompensant ses mélodies de chambre, un prix du Ministère Argentin de la Justice, le Prix de la Commission Culturelle de la Province de Santa Fe pour ses mélodies, un prix de la revue Vosotras pour sa « Canción de Navidad », et un prix de la Organization of American States and the Inter-American Music Council en reconnaissance de son exceptionnelle activité créatrice. 

Les mélodies « Se equivocó la paloma » et « La rosa y el sauce » sont parmi ses compositions les plus connues. 
Plusieurs interprètes de renom, tels Teresa Berganza, Martha Argerich, Gidon Kremer, José Carreras, Kiri Te Kanawa, Bernarda Fink, Raúl Giménez (en), Jorge Chaminé, Agathe Martel, Karina Gauvin, mettent des œuvres de Guastavino à leurs programmes.

## Discographie
- Jeromita Linares pour guitare et quatuor à cordes - Eduardo Falú, guitare ; Membre de l'ensemble La Camerata Bariloche : Elias Khayat, Orlando Zanutto, violons ; Tomas Tichauer, alto ; Oleg Kotzarew, violoncelle (1979, Philips 812 287-2) (OCLC 55628553)
- Mélodies d'Amérique du Sud - Teresa Berganza, mezzo-soprano ; Juan-Antonio Alvarez-Parejo, piano (septembre 1983, Claves CD 50-8401) (OCLC 12495915)
- Mélodies argentines - Raúl Giménez (en), ténor ; Nina Walker, piano (1987, Nimbus Records NI 5107) (OCLC 658797525)
- Classics of the Americas, volume 2  - Margot Pares-Reyna, soprano ; Georges Rabol, piano (1990, Opus 111 OPS 30-9002)
- Musique pour piano - Duo Moreno-Capelli : Hector Moreno, Norberto Capelli (25-27 février 1992, Marco Polo 8-223462) (OCLC 29610386)
- Mélodies - Jorge Chaminé, baryton ; Marie-Françoise Bucquet, piano (1995, Lyrinx 149 (882 149)
- Flores Argentinas - Marcos Fink, baryton ; Luis Ascot, piano (février 1996, Cascavelle VEL1059) (OCLC 40425124)
- Musique pour guitare d'Argentine, volume 1 : Sonate no 1 - Victor Villandagos, guitare (24-27 février 2000, Naxos 8-555058) (OCLC 49846792)
- Vai Azulão - Agathe Martel, soprano ; Marc Bourdeau, piano (2002, Marquis Classic MAR 285)
- Canciones Amatorias - Bernarda Fink, mezzo-soprano ; Roger Vignoles, piano (2000, Hyperion CDA 67186) (OCLC 884451080)
- Musique pour guitare d'Argentine, volume 2 : Sonate no 3 et Doña Carmen : vals criollo - Victor Villandagos, guitare (6-9 août 2004, Naxos 8-557658) (OCLC 67267502)
- Canciones Argentinas - Bernarda Fink, mezzo-soprano ; Marcos Fink, baryton ; Carmen Piazzini, piano (janvier 2005, Harmonia Mundi HMC 901892) (OCLC 225774945)
- L'Œuvre pour piano - Martin Jones, piano (décembre 2005-avril 2006, 3CD Nimbus NI 5818/20) (OCLC 232989952)
- Œuvres pour piano : 10 Cantilenas Argentinas ; 10 Cantos Populares… – Marcos Madrigal, piano (12-13 mars 2018, Piano Classics) (OCLC 1247077268)